# Kärra HF
Kärra HF är en handbollsförening från stadsdelen Kärra på Hisingen i Göteborg. Den bildades 1993 genom att handbollssektionen i Kärra IF (bildad 1958) bröt sig ur och blev en egen förening. Damlaget har spelat sju säsonger i högsta serien, senast 2021/2022.
Säsongen 2024/2025 spelar damerna i näst högsta serien, Allsvenskan och herrarna i div. 1 södra

## Spelartrupper

### Damtruppen
| Nr | Land    | Pos | Namn              |
| -- | ------- | --- | ----------------- |
| 1  | Sverige | MV  | Mona Saffari      |
| 12 | Sverige | MV  | Stina Littorin    |
| 2  | Sverige | M9  | Moa Svensson      |
| 5  | Sverige | H9  | Molly Portillo    |
| 6  | Sverige | H6  | Lina Cardell      |
| 7  | Sverige | H9  | Maria Sundin      |
| 8  | Sverige | H9  | Ida Bengtsson     |
| 9  | Sverige | V9  | Felicia Bygdemark |
| 10 | Sverige | M9  | Donia Osman       |
| 11 | Sverige | V9  | Towe Olsson       |

| Nr | Land    | Pos | Namn                         |
| -- | ------- | --- | ---------------------------- |
| 14 | Sverige | M6  | Elin Berglöf                 |
| 17 | Sverige | V9  | Ebba Lundstedt               |
| 17 | Sverige | H6  | Ella Larsson                 |
| 18 | Sverige | V6  | Linn Andersson               |
| 20 | Sverige | H9  | Matilda Antonsson Hjälmedala |
| 21 | Sverige | V9  | Emma Wiksfors                |
| 22 | Sverige | M9  | Emma Andersson               |
| 25 | Sverige | H9  | Tindra Möller Holmén         |
| 34 | Sverige | H6  | Angelina Garcia              |

## Spelare i urval

### Damer
- Edijana Dafe
- Jessica Ehrnbring
- Daniela Gustin
- Gabriella Kain
- Teresa Utkovic
- Therese Wislander

### Herrar
- Andreas Berg
- Jonathan Carlsbogård
- Lars Bernhardsson
- Kristian Bliznac
- Jesper Konradsson
- Loui Sand
- Hamed Khazrai